# Platja Llarga (Vilanova i la Geltrú)
|  | Per a altres significats, vegeu «Platja Llarga (Tarragona)». |

La Platja Llarga és un espai litoral on apareixen llacunes temporals i hàbitats característics de maresmes i aiguamolls, restes de l'antiga llacuna coneguda com a Prat de Vilanova. Està situada, geogràficament, al delta del Foix, i rep les aigües del Torrent de Santa Maria, que originava fins a la primera meitat del segle XX una extensa llacuna, al límit dels termes municipals de Vilanova i la Geltrú i Cubelles.
La zona humida inclou tant la franja de platja situada entre la línia de ferrocarril i el mar (platja llarga), com part de l'espai interior que formava part de l'antic aiguamoll, conegut com a la Millera i Prat de l'Escarré (o Esquerrer), on es formen encara llacunes i hi ha canyissars, jonqueres i alguna petita albereda. Es tracta d'una de les darreres zones del litoral sorrenc lliures d'edificacions de la província de Barcelona i, juntament amb les Madrigueres i la Platja de Torredembarra, representa un dels únics espais que s'ha salvat, entre Barcelona i Tarragona, de la intensa pressió urbanitzadora que ha sofert la costa. La platja va experimentar un inici de transformació a primers dels anys 73, quan es va obrir alguns carrers i es va arribar a construir un edifici, al costat de la via de tren Barcelona-Tarragona. La urbanització es va aturar durant decennis i finalment s'ha pogut evitar l'any 2006 mitjançant la signatura d'uns convenis entre l'Ajuntament de Vilanova i la Geltrú, els promotors que pretenien edificar la zona i l'INCASOL, que han permès transferir l'edificabilitat a un altre sector i preservar definitivament l'espai, qualificat fins aquesta data de sòl urbà.
Pel que fa a la vegetació, destaca la presència d'un salicornar de Sarcocornia fruticosa, d'elevadíssim interès per la seva extrema raresa a aquest tram del litoral, així com l'existència de canyissars inundats, jonqueres, comunitats d'halòfits anuals, prats d'anuals de rereduna, etc. Pel que fa als hàbitats d'interès comunitari, a la zona apareixen els hàbitats següents, propis de zones humides:
- 1150 Llacunes litorals
- 1420 Matollars halòfils mediterranis i termoatlàntics (Sarcocornetea fruticosae)
- 1410 Prats i jonqueres halòfils mediterranis (Juncetalia maritimi)
- 1510 Comunitats halòfiles dels sòls d'humitat molt fluctuant
- 1310 Comunitats de Salicornia i altres plantes anuals, colonitzadores de sòls argilosos o arenosos salins
- 2110 Dunes movents embrionàries
- 2120 Dunes movents del cordó litoral, amb borró (Ammophila arenaria)

Pel que fa a la fauna, l'espai destaca sobretot per la nidificació de corriol camanegre (Charadrius alexandrinus) i s'hi veuen en pas ocells d'aiguamoll (martinet blanc, bernat, garsa de mar, etc.). Cal estudiar més a fons les seves comunitats d'insectes, rosegadors, quiròpters i la seva herpetofauna.
L'espai ha sofert una intensa degradació (abocaments continuats de runes i deixalles, edificació dels voltants amb la contaminació lumínica i sonora corresponent, etc.) i experimenta una sobre-freqüentació humana amb les molèsties associades (trepitj, gossos i altra fauna domèstica, etc.). La construcció de la línia de ferrocarril va alterar també la hidrodinàmica de la zona, així com la recent construcció d'espigons, que intenten aturar l'erosió que afecta a la platja des de la construcció del port de Vilanova.

## Platja
El sorral de la platja Llarga, amb una longitud de 950 metres, limita al sud-oest amb la platja del Prat de Vilanova, a l'alçada del carrer de la Nansa. És una platja nudista. No disposa de serveis.